# St. Mary Reservoir
St. Mary Reservoir är en reservoar i Kanada.   Den ligger i provinsen Alberta, i den södra delen av landet, 2 800 km väster om huvudstaden Ottawa. St. Mary Reservoir ligger 1 090 meter över havet. Arean är 8,5 kvadratkilometer. Den sträcker sig 5,7 kilometer i nord-sydlig riktning, och 6,9 kilometer i öst-västlig riktning.
Trakten runt St. Mary Reservoir består till största delen av jordbruksmark. Trakten runt St. Mary Reservoir är nära nog obefolkad, med mindre än två invånare per kvadratkilometer.